# Ilse Ridder-Melchers
Ilse Hanna Ridder-Melchers (* 28. September 1944 in  Hindenburg/Oberschlesien, heute Zabrze) ist eine deutsche Politikerin (SPD).

## Leben
Ilse Ridder-Melchers kam als Kleinkind in das Münsterland und besuchte dort die Volks- und Realschule. Anschließend arbeitete sie als Jahrespraktikantin in einem Kinderheim. Im Jahr 1965 machte sie in Münster Abitur.
Im Jahr 1966 trat Ridder-Melchers der SPD bei. Bereits 1969 wurde sie Mitglied des Stadtrats von Coesfeld und 1972 Fraktionssprecherin. Vorher war sie seit dem Jahr 1970 Vorstandsmitglied der Jungsozialisten im Unterbezirk Münster. 1976 wurde sie Mitglied des Vorstands des SPD-Unterbezirks Coesfeld. Am 17. Januar 1977 rückte sie über die Landesreserveliste als Nachfolgerin für Richard Grünschläger in den nordrhein-westfälischen Landtag nach. Grünschläger wurde zu diesem Zeitpunkt Regierungspräsident in Arnsberg. 
Vom 17. Januar 1977 bis 29. Mai 1985, vom 7. November 1985 bis 31. Mai 1995, vom 4. Januar 1996 bis 1. Juni 2000 und vom 19. Februar 2003 bis 7. Juni 2005 saß sie im Landtag von Nordrhein-Westfalen. Von 1990 bis 1998 war sie nordrhein-westfälische Ministerin für die Gleichstellung von Mann und Frau.
Im Jahr 1999 scheiterte sie im Kreis Coesfeld als Landratskandidatin. Sie erreichte mit 27,2 % nur Platz 2. 
Von 2002 bis 2006 war Ilse Ridder-Melchers Mitglied im Präsidium des Deutschen Sportbundes und Vorsitzende des Bundesausschusses Frauen im Sport. 
Von 2006 bis 2014 war sie Vizepräsidentin für Frauen und Gleichstellung im Deutschen Olympischen Sportbunds.
Ilse Ridder-Melchers wohnt in Coesfeld im Münsterland und hat zwei Kinder.

## Ehrungen und Auszeichnungen
- 2008  Verdienstorden des Landes Nordrhein-Westfalen[1]
- 2016 Verdienstkreuz 1. Klasse des Verdienstordens der Bundesrepublik Deutschland